# Peter Ettrup Larsen
Peter Ettrup Larsen (født 1965) er en dansk dirigent, musiker og forfatter. Han har optrådt som freelance dirigent på fire kontinenter og er kendt for sit arbejde med Carl Nielsens symfoniske musik.
Uddannelse
Peter Ettrup Larsen er uddannet dirigent fra Sibelius Akademiet i Helsinki, hvorfra han også opnåede en doktorgrad i symfonisk direktion med speciale i Carl Nielsens symfoniske musik i 2015. Derudover har han en diplomeksamen i klarinet fra Det Kongelige Danske Musikkonservatorium (1991) Det Kongelige Danske Musikkonservatorium og en cand.mag. i musikvidenskab og retorik fra Københavns Universitet (1994).
Karriere
Larsen har et bredt repertoire, der omfatter klassisk symfonisk musik, ballet, opera og rytmiske genrer. Han har samarbejdet med en række orkestre og ensembler internationalt, herunder Cairo Symphony Orchestra, hvor han har dirigeret de første opførelser af Carl Nielsens symfonier på det afrikanske kontinent. Blandt hans seneste engagementer er opførelsen af Carl Nielsens opera Maskarade i Kairo.
Parallelt med sin dirigentkarriere har Larsen undervist ved flere uddannelsesinstitutioner, herunder Det Kongelige Danske Musikkonservatorium, Københavns Universitet og Bradley University i USA. Han var lektor i direktion ved Sibelius Akademiet fra 2010 til 2016.
Fra 1998 til 2012 var Larsen medlem af bestyrelsen for Dansk Kapelmesterforening, og fra 2005 til 2011 var han europæisk repræsentant i den internationale dirigentsammenslutning Conductors Guild.
Forfatterskab og komposition
Peter Ettrup Larsen har skrevet Mød dirigenten – hvad er det egentlig, han laver?, som forklarer dirigentens rolle i et letforståeligt sprog. Han har også udgivet Peters Sangbog - 25 nye sjove sange for børn samt komponeret værker for børnekor og symfoniorkester, bl.a. December (2006) og Jul i Aarhus (2011), begge bestilt af Aarhus Symfoniorkester.
Derudover har Peter Ettrup Larsen bidraget med 137 opslag til Gads Musikleksikon og redigeret nodeudgivelser for Edition Wilhelm Hansen, herunder den første trykte udgave af Jacob Gades Tango Jalousie.
I 2025 arbejder han med ’Poetisk årbog’. Det sker i samarbejde med Det Fynske Kammerkor, Herning Kirkes Drengekor, Aarhus Universitets Kor, Coro Misto, Det Unge Vokalensemble og DKDM-koret fra Det Kongelige Danske Musikkonservatorium.
Medieoptrædener
Peter Ettrup Larsen har deltaget i flere tv-programmer, herunder Danmarks Radios underholdningsshow Maestro, hvor han var coach i første sæson og dommer i anden sæson. Han har også optrådt i Den Klassiske Musikquiz.
Musikalske aktiviteter
Udover sin dirigentkarriere spiller Larsen klaver i Radioens Wienertrio og optræder som klarinettist i forskellige kammermusikalske sammenhænge, blandt andet sammen med komponisten Frederik Magle.
Erhvervsliv
Larsen er en efterspurgt oplægsholder i erhvervslivet og har holdt foredrag for virksomheder og organisationer.
Eksterne henvisninger
1. Peter Ettrup Larsen – Dirigent
2. Dirigent – Peter Ettrup Larsen
3. Udgivelser – Peter Ettrup Larsen
4. Peter Ettrup Larsen foredrag | Kropssprog og musik
5. Mød dirigenten af Peter Ettrup Larsen | Bibliotek.dk
6. Dansk Kapelmesterforening | Faglig Sammenslutning af Professionelle ...
7. Politiken – Syng dig gennem 2025
8. Ukens dirigentmøte: Peter Ettrup Larsen — Dirigentløftet

Referencer